# Pont Innoshima
Le pont Innoshima (因島大橋, Innoshima Ō-hashi) est un pont suspendu du Japon qui relie l'île Innoshima à l'île Mukoujima, dans la préfecture de Hiroshima.